# Yanacocha
Yanacocha (Cajamarca-Quechua: yana = „schwarz, dunkel“; qoch'a / quĉa = „See, Lagune“) ist ein Goldbergwerk im peruanischen Departement Cajamarca, das größte des amerikanischen Doppelkontinents und eines der größten und profitabelsten weltweit. Das erste Erz wurde 1993 gefördert. 2021 waren im Bergwerk Yanacocha rund 1400 Bergleute beschäftigt. Dazu kamen 2019 gut 12.000 weitere Beschäftigte bei Subunternehmen und Dienstleistern, insgesamt jedoch hauptsächlich mit Personal aus der Hauptstadt oder dem Ausland. Auch nach über 30 Jahren Bergbau ist die Provinz Cajamarca eine der ärmsten Perus.
Der 251 km² große Tagebau befindet sich etwa 18 km nördlich der Stadt Cajamarca, ist zwischen etwa 3500 m und rund 4100 m gelegen und wird von der Pazifik-Atlantik-Wasserscheide durchquert. Damit beeinflusst es eines der wichtigsten Wassereinzugsgebiete, für Wasser, das jeweils in den Pazifik und Atlantik fließt. Insbesondere das Feuchtgebiet von El Alto Perú, das von den Erweiterungen der Mine gefährdet ist, stellt dabei ein besonders sensibles Wasserschutzgebiet dar.
Im Jahr 2000 kam es durch die Goldmine im Dorf Choropampa zu einem Austritt von 150 kg Quecksilber. Davon wurden mehr als 1000 Menschen vergiftet und leiden und sterben bis heute an den Spätfolgen, ohne eine angemessene gesundheitliche Betreuung oder Entschädigung. Seit Beginn der Minenaktivitäten kam es außerdem kontinuierlich zu Konflikten mit der lokalen Bevölkerung aufgrund von Landgrabbing, Wasserverschmutzung (insbesondere durch Schwermetalle), Wasserknappheit, Zerstörung von Land und Ökosystemen und mangelnder Mitbestimmung. Tausende aus der Region Cajamarca haben in diesem Umweltkonflikt gegen die Mine protestiert, u. a. mit einem Wassermarsch von Cajamarca bis Lima. Umweltaktivisten, die sich gegen die Mine wehren, wurden z. T. getötet, verhaftet, verklagt und / oder haben Morddrohungen erhalten. So war bis zum Jahr 2018 mit dem Projekt Conga eine stark umstrittene Erweiterung des Bergwerks Yanacocha geplant, die durch die massiven Proteste gestoppt werden konnte. Die Politik von Dina Boluarte setzt sich jedoch zunehmend über diesen Projektstopp hinweg.

## Betreiber und Geldgeber
Das Bergwerk Yanacocha wird durch das Unternehmen Minera Yanacocha betrieben. Dessen alleiniger Aktionär ist seit April 2022 die in Denver, USA ansässige Newmont Mining Corporation, der zweitgrößte Goldbergbaukonzern der Welt. Zuvor hielten Buenaventura, ein peruanisches Unternehmen, 43,65 % der Anteile an Minera Yanacocha und Sumitomo Shōji 5 % der Anteile. Die International Finance Corporation (IFC) der Weltbank hatte für die Exploration und für die Einrichtung des Bergwerkes Darlehen im Gesamtwert von 150 Millionen US-Dollar gewährt und dafür einen fünfprozentigen Anteil erhalten, der später an die Sumitomo Corporation veräußert wurde.

## Goldextraktion

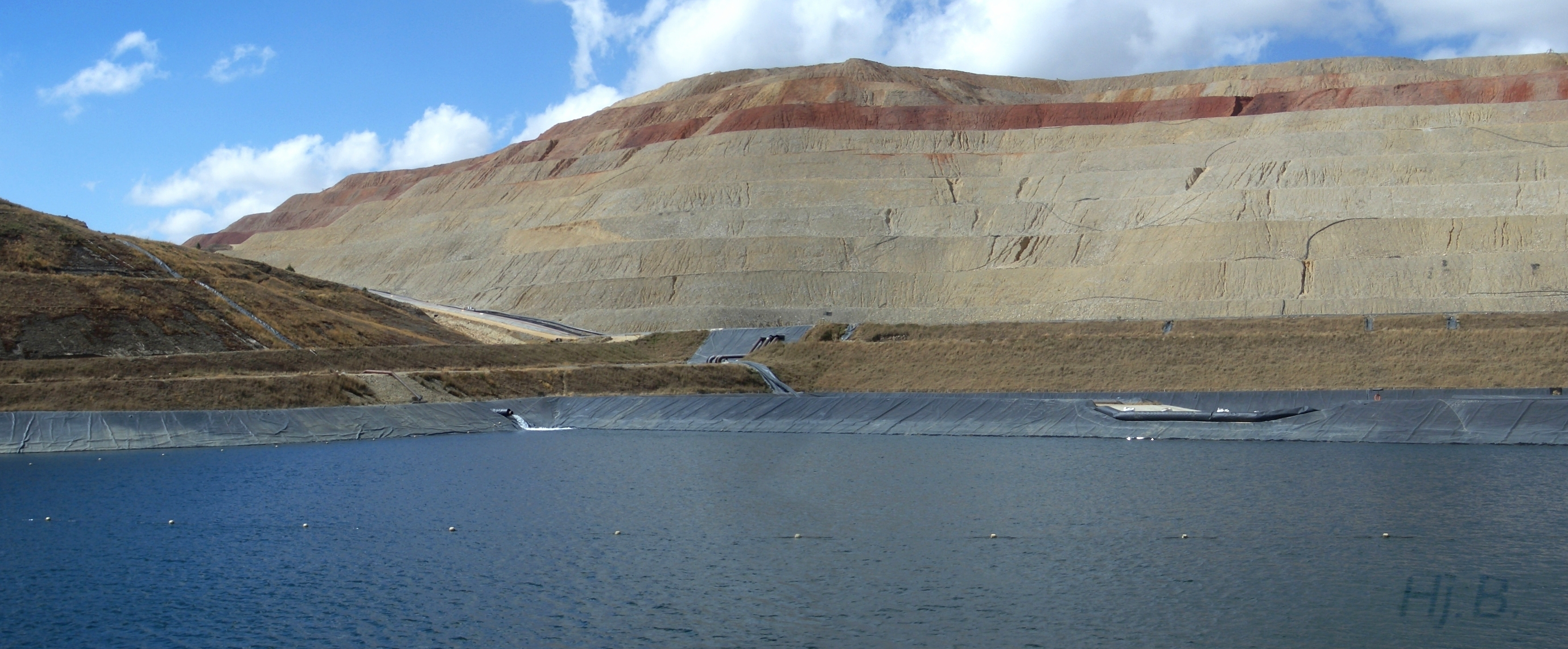
Sammelbecken für goldhaltiges Wasser vor einer Halde mit mehreren aufgeschichteten Lagen von Gestein; links: ältere Halde vor der Renaturierung

Das goldhaltige Gestein wird abgebaggert und auf wasserdichten, hangabwärts liegenden Folien wieder aufgeschichtet. Aus den entstandenen, locker aufgeschichteten Halden wird durch Tropfenberieselung mit natriumcyanid-haltigem Wasser (Cyanidkonzentration 50ppm) das Gold ausgelaugt. Die am Folienrand aufgefangene goldhaltige Flüssigkeit wird über Kanäle und Rohre großen Sammelbecken zugeführt. Von hier gelangt sie in Werksanlagen, in welchen auf chemische Weise (Merrill-Crowe-Prozess) das Gold und andere Metalle wie Silber, Quecksilber und Blei ausgefällt werden. Nach Trennung der Metalle wird das Gold schließlich zum Abtransport und zur weiteren Verarbeitung in Barren gegossen. Der durchschnittliche Goldgehalt beträgt 0,9 g pro Tonne Gestein. Die Kosten der Goldgewinnung betrugen 2005 etwa zwischen 120 und 150 US$ pro Feinunze (=31,1 g), je nach Lagerstätte und Goldgehalt. Der erste Goldbarren wurde im August 1993 gegossen; im Jahr 2005 wurden über 100 Tonnen Gold erzeugt. 2019 trug das Bergwerk Yanacocha 0,19 % des gesamten peruanischen Bruttoinlandsprodukts bei.

## Förderung
Im Jahre 2020 förderte Yanacocha 10,6 Tonnen Gold (340.000 Feinunzen), das entspricht 12,1 % der Gesamtförderung aller peruanischen Goldbergwerke von 87,5 Tonnen Gold.
Im Jahre 2005 hatte die verwertbare Förderung einen Spitzenwert erreicht. Danach sank sie bis 2011 auf knapp ein Drittel ab:
- 3,3 Millionen Unzen (2005)
- 2,6 Millionen Unzen (2006)
- 1,6 Millionen Unzen (2007)
- 1,8 Millionen Unzen (2008)
- 2,1 Millionen Unzen (2009)
- 1,5 Millionen Unzen (2010)
- 1,3 Millionen Unzen (2011)

2014 fiel die Förderung erstmals unter 1 Million Unzen. Ein Grund dafür war, dass der durchschnittliche Metallgehalt sank, nachdem die ergiebigsten Teile der Lagerstätten abgebaut worden waren. 2020 musste bereits die dreifache Gesteinsmenge wie im Spitzenjahr 2005 abgebaut werden, um dieselbe Menge Gold zu gewinnen.
Der Konzern gibt in seinen Jahresberichten an, dass es von 2005 bis Mitte 2011 zu keiner Produktionsbehinderung außer einer kurzen Blockade einer Zufahrtsstraße durch Bewohner des Dorfes Combayo (im Distrikt La Encañada) im Jahr 2006 kam.

## Geschichte
1993 gewährte die IFC ein Darlehen in Höhe von 23 Mio. $ für den Bau von Yanacocha, das sich damals im gemeinsamen Besitz der US-amerikanischen Newmont, des peruanischen Bergbauunternehmens Buenaventura und des französischen Staatsunternehmens Bureau de Recherches Géologiques et Minières (BRGM) befand. Die Partnerschaft brach 1994 zusammen, nachdem BRGM versucht hatte, einen Teil seiner Anteile an ein australisches Unternehmen zu verkaufen, das ein Konkurrent von Newmont war. Sowohl Newmont als auch Buenaventura zogen vor Gericht, um den Handel anzufechten.
Larry Kurlander, damals ein leitender Angestellter von Newmont, behauptete, der französische Präsident Jacques Chirac habe dem damaligen peruanischen Präsidenten Alberto Fujimori einen Brief geschickt, in dem er ihn bat, in dem Gerichtsverfahren zugunsten von BRGM, dem Unternehmen in französischem Besitz, zu intervenieren. Newmont schickte Kurlander nach Peru, um zu versuchen, ein für Newmont günstiges Ergebnis zu erzielen. Der Rechtsstreit gelangte schließlich bis vor den Obersten Gerichtshof Perus.
In dieser Zeit gab Kurlander zu, sich mit Vladimiro Montesinos, dem peruanischen Geheimdienstchef, getroffen zu haben, der inzwischen der Veruntreuung, der illegalen Übernahme seines Amtes als Geheimdienstchef, des Machtmissbrauchs, der Einflussnahme und der Bestechung von Fernsehsendern für schuldig befunden wurde. Kurlander behauptete jedoch, er habe nichts Illegales getan und die französische Regierung habe ähnliche Schritte unternommen, um mit Montesinos in Kontakt zu treten. Der französische Botschafter in Peru, Antoine Blanca, bestritt dies mit der Begründung, Montesinos stehe auf der Gehaltsliste der CIA und würde sich daher auf die Seite des US-amerikanischen Unternehmens stellen.

## Umweltkonflikt

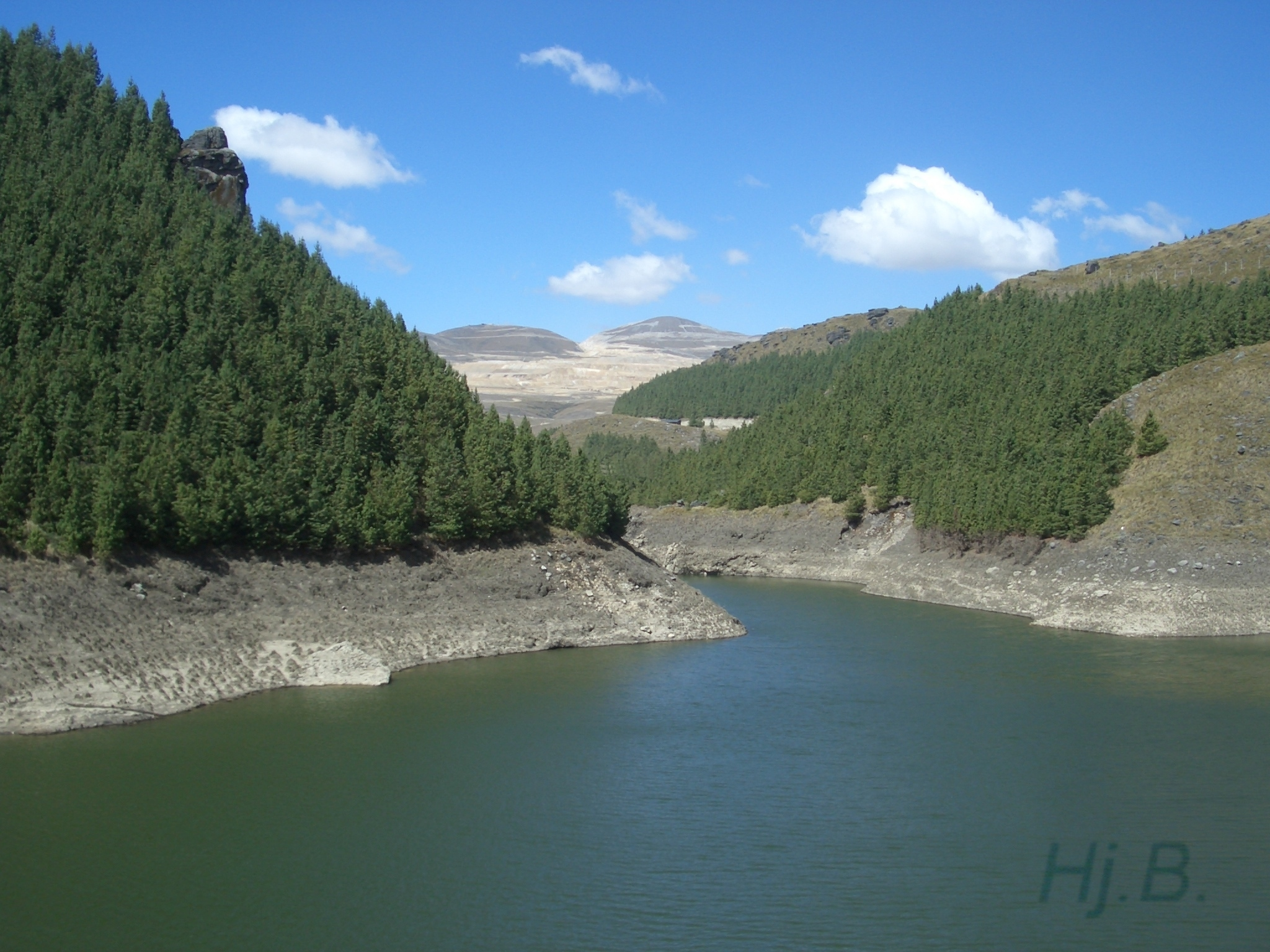
Erste Maßnahmen zur Renaturierung wurden unternommen (2005).

Der Bergbaubetrieb wurde von Beginn an wegen der dadurch verursachten ökologischen Folgen stark kritisiert. Direkte Folgen des Goldabbaus sind Luftverschmutzung, der Verlust von Artenvielfalt, die Zerstörung der Landschaft und damit auch der kulturellen Identität vieler Quechua, die Verunreinigung Vergiftung des Bodens und des Wassers, insbesondere durch Schwermetalle und Wasserknappheit bis hin zur Erschöpfung des Grundwassers. Indirekte Auswirkungen sind zudem Ernährungsunsicherheit, Bodenerosion und Anteil am Klimawandel.
Das Bergwerk Yanacocha bemüht sich offiziell um die Renaturierung der abgebauten Bereiche, Klimaschutz und Nachhaltigkeit. Dies gelingt Yanacocha jedoch nur äußerst bedingt. Das Areal der Mine liegt beispielsweise genau auf der Wasserscheide vier wichtiger Flüsse mit überregionaler Bedeutung. Immer wieder kommt es zu Wasserverschmutzungen und zahlreichem Fischsterben aufgrund der toxischen Wasserverschmutzung. Die Kontamination von Boden und Wasser und das Landgrabbing der Mine führen immer wieder zu sozialen Konflikten, vor allem zwischen den lokalen Kleinbäuern und dem internationalen Unternehmen. Durch eine aggressive Medienkampagne, Greenwashing und bewusste Fehlinformation der Lokalbevölkerung im In- und Ausland versucht Yanacocha dabei seinen sehr schlechten Ruf loszuwerden.
Der Konflikt verstärkte sich zunächst im Zusammenhang mit der geplanten Ausweitung der Mine auf den Berg Quilish in mehreren Phasen in den 1990ern und 2000ern. Das Wasser des Porcón-Flusses vom Berg Quilish dient zur Wasserversorgung der Stadt Cajamarca und wäre von Kontamination oder Wasserknappheit bedroht gewesen. Darüber hinaus gefährdet der Goldbergbau eine der letzten traditionellen indigenen, quechuasprachigen Gemeinden des Hochlands von Cajamarca, Porcón. Nach heftigen Protestdemonstrationen und wochenlangen gewalttätigen Auseinandersetzungen der Polizei gegenüber den Demonstranten erklärte Newmont Jahre 2004, dass es vorläufig keine weiteren Erkundungen am Quilish vornehmen werde.
Des Weiteren ist Newmont in einen anhaltenden Konflikt über Schäden infolge einer Quecksilberkontamination verwickelt. Am 2. Juni 2000 wurden 151 Kilogramm Quecksilber beim Transport mit einem von Yanococha beauftragten Lkw an die Pazifikküste freigesetzt und verseuchten die Stadt Choropampa und zwei benachbarte Dörfer. Nach Schätzungen der Regierung wurden mehr als neunhundert Menschen vergiftet, nachdem die Minenmitarbeitenden die Bevölkerung dazu aufforderte, das Schwermetall mit bloßen Händen ohne Schutz oder Aufklärung über die toxischen Substanzen einzusammeln. Kinder spielten mit dem silbrigglänzenden Metall, ohne zu wissen was es ist. Über 25 Jahre später leiden die Menschen an den Spätfolgen des Quecksilberunfalls. Viele Menschen leiden an Beeinträchtigungen von Organen wie Leber, Nieren und Haut. Sie quält Schmerzen am ganzen Körper, Blindheit, Schlaflosigkeit, Nasenbluten oder Fehlgeburten. Viele der Dorfbewohner sind verstorben; insgesamt ist es eine Frage der Zeit, bis ganz Choropampa dem Tod geweiht ist. Die Aufarbeitung dieser Katastrophe wird von den Bewohnern wie folgt geschildert: „Zu dieser Zeit sagten die kommunalen Autoritäten und die Minenbetreiber, dass das Quecksilber aus dem Körper fließen werde 'wie wenn es Bier wäre'. Außerdem sagten sie, dass alles [in unserem Körper, Anm. der Autorin] gereinigt werden würde, oder sogar besser als vorher sein würde“.
Ein weiteres Aufflammen der Konflikte wurde durch die geplante Erweiterung des Projektes Conga ausgelöst. Der akute Konflikt dauerte von 2010 bis 2012 an. Aufgrund der absehbaren Erschöpfung der Goldreserven sollte die Projekterweiterung Conga auf mehr als 3000ha eine geschätzte Menge von ca. 12 Millionen Unzen Gold und ca. 300 Millionen Pfund Kupfer fördern. Dabei sollten 5 Lagunen zerstört werden, sodass bei einer Umfrage 2012 78 % der Bevölkerung der Provinz Cajamarcas das Projekt Conga ablehnten. 2010 erteilte das Bergbauministerium eine erste Genehmigung zu Conga, ohne die vorherige Konsultation der Bevölkerung.
Dabei wird an der lokalen Bevölkerung, insbesondere an Kleinbäuerinnen Landgrabbing durchgeführt. Dies geschieht durch systematisch Drangsalierung und Bedrohung. So wird mittels Hausfriedensbruch Ernte zerstört, Haustiere getötet, die Landbesitzer geschlagen, es gibt Morddrohungen und gerichtliche Anklagen. Die Gewalt wird durch private Sicherheitsleute, staatliche Polizeikräfte und Sondereinheiten der Polizei gegen Terrorismus ausgeübt. Die Kleinbäuerin Máxima Acuña de Chaupe wurde in diesem Konflikt gezwungenermaßen zu einer international bekannten Menschenrechts- und Umweltaktivistin, da sie sich weigerte ihr rechtmäßiges Land an die Goldmine zu verkaufen. Nach zehrenden Kämpfen und einer gerichtlichen Klage vonseiten Yanacocha wird ihr im Obergericht von Cajamarca Recht zugesprochen und sie gewinnt 2016 den Goldman Prize.
Insgesamt kam es massiven Protesten unter dem Motto „Conga No Va“ - „Conga kommt nicht durch“. Im November 2011 griff die peruanische Nationalpolizei bei Großdemonstrationen gewaltsam ein, verletzte 19 Menschen und ließ Elmer Campos gelähmt zurück. Über das gesamte Departement wurde der Ausnahmezustand verhängt, was zur Verhaftung mehrerer Anführer führte. Infolgedessen fand im März 2012 ein friedlicher Wassermarsch nach Lima statt. Die Mobilisierung des Wassermarsches begann an der Cortada-Lagune in einer Höhe von über 4.000 Metern und wurde auf dem Weg durch Gemeinden und Städte bis nach Lima vor den Gebäuden von Newmont Mining immer größer. Im Juli 2012 wird der Notstand in 3 Provinzen des Departaments Cajamarca ausgerufen, um den anhaltenden Protesten entgegenzutreten. Dabei kam es zu 20 Verletzten durch Schüsse in Celendín und Bambamarca sowie zu fünf erschossenen Demonstranten. Der Widerstand mobilisiert sich weiter aus den Städten Celendín, Bambamarca und Cajamarca, sodass im August 2012 schließlich Newmont Mining bekannt gibt, die geplante Minenerweiterung Conga ruhen zu lassen. Des Weiteren klagt der katholische Priester und Politiker Marco Arana-Zegarra das Unternehmen Yanacocha und das Ministerium für Energie und Bergbau juristisch an.
Mit der neoliberalen Präsidentschaft von Dina Boluarte wird der Bergbau wieder politisch forciert, und trotz des verschärften ökologischen Konflikt das Projekt Conga erneut vorangetrieben.